# Copa Libertadores 2026
La Copa Libertadores 2026, denominada oficialmente Copa Conmebol Libertadores 2026, será la sexagésima séptima edición del torneo de clubes más importante de América del Sur, organizado por la Conmebol. Participan equipos de diez países sudamericanos: Argentina, Bolivia, Brasil, Chile, Colombia, Ecuador, Paraguay, Perú, Uruguay y Venezuela. El campeón del torneo jugará la Copa Intercontinental de la FIFA 2026, la Recopa Sudamericana 2027, la Copa Libertadores 2027 y, de confirmarse, la Copa Interamericana 2027.

## Formato
La competencia cuenta con tres fases clasificatorias de eliminación directa, en las que participan diecinueve equipos, de los cuales cuatro lograrán la clasificación para la fase de grupos donde se sumarán a los veintiocho ya clasificados.
Los dos primeros de cada zona de la fase de grupos accederán a las cuatro fases finales (octavos y cuartos de final, semifinales y final), también de eliminación directa, hasta determinar al campeón. Además, 12 equipos serán transferidos a la Copa Sudamericana 2026 (los 4 perdedores de la fase 3 pasan a la fase de grupos de ese torneo, y los terceros de la fase de grupos lo harán en el repechaje para los octavos de final contra los segundos de la fase de grupos de esa misma competición).
|                             |                             | Equipos que entran en esta fase | Equipos que provienen de la fase anterior                                           |
| --------------------------- | --------------------------- | --- | ----------------------------------------------------------------------------------- |
| Fase 1 (6 equipos)          | Fase 1 (6 equipos)          | - 1 equipo de Bolivia, Ecuador, Paraguay, Perú, Uruguay y Venezuela |                                                                                     |
| Fase 2 (16 equipos)         | Fase 2 (16 equipos)         | - 2 equipos de Brasil, Chile y Colombia. - 1 equipo de Argentina, Bolivia, Ecuador, Paraguay, Perú, Uruguay y Venezuela                                                                                     | - 3 ganadores de la fase 1                                                          |
| Fase 3 (8 equipos)          | Fase 3 (8 equipos)          | | - 8 ganadores de la fase 2                                                          |
| Fase de grupos (32 equipos) | Fase de grupos (32 equipos) | - 5 equipos de Brasil y Argentina - 2 equipos de Chile, Colombia, Bolivia, Ecuador, Paraguay, Perú, Uruguay y Venezuela - El campeón de la Copa Libertadores 2025 - El campeón de la Copa Sudamericana 2025 | - 4 ganadores de la fase 3                                                          |
| Fases finales (16 equipos)  | Fases finales (16 equipos)  | | - 8 equipos primeros de la fase de grupos - 8 equipos segundos de la fase de grupos |

### Distribución
| Asociación                           | Cupos | Fase de grupos | Fase 3 | Fase 2 | Fase 1 |
| ------------------------------------ | ----- | -------------- | ------ | ------ | ------ |
| Brasil                               | 7     | 5              |        | 2      |        |
| Argentina                            | 6     | 5              | 1      |        |        |
| Chile                                | 4     | 2              | 2      |        |        |
| Colombia                             | 4     | 2              | 2      |        |        |
| Bolivia                              | 4     | 2              | 1      | 1      |        |
| Ecuador                              | 4     | 2              | 1      | 1      |        |
| Paraguay                             | 4     | 2              | 1      | 1      |        |
| Perú                                 | 4     | 2              | 1      | 1      |        |
| Uruguay                              | 4     | 2              | 1      | 1      |        |
| Venezuela                            | 4     | 2              | 1      | 1      |        |
| Campeón de la Copa Libertadores 2025 | 1     | 1              |        |        |        |
| Campeón de la Copa Sudamericana 2025 | 1     | 1              |        |        |        |
| Fase anterior                        | –     | 4              | 8      | 3      |        |
| Total                                | 47    | 32             | 8      | 16     | 6      |

### Calendario
El calendario está planificado de la siguiente manera.
| Fase         | Ronda            | Fecha de sorteo | Ida                | Vuelta              |
| ------------ | ---------------- | --------------- | ------------------ | ------------------- |
| Preliminar   | Fase 1           | Por definir     | 3–5 de febrero     | 10–12 de febrero    |
| Preliminar   | Fase 2           | Por definir     | 17–19 de febrero   | 24–26 de febrero    |
| Preliminar   | Fase 3           | Por definir     | 3–5 de marzo       | 10–12 de marzo      |
| Grupos       | Fecha 1          | 18 de marzo     | 7–9 de abril       | 7–9 de abril        |
| Grupos       | Fecha 2          | 18 de marzo     | 14–16 de abril     | 14–16 de abril      |
| Grupos       | Fecha 3          | 18 de marzo     | 28–30 de abril     | 28–30 de abril      |
| Grupos       | Fecha 4          | 18 de marzo     | 5–7 de mayo        | 5–7 de mayo         |
| Grupos       | Fecha 5          | 18 de marzo     | 19–21 de mayo      | 19–21 de mayo       |
| Grupos       | Fecha 6          | 18 de marzo     | 26–28 de mayo      | 26–28 de mayo       |
| Eliminatoria | Octavos de final | Por definir     | 11–13 de agosto    | 18–20 de agosto     |
| Eliminatoria | Cuartos de final | Por definir     | 8–10 de septiembre | 15–17 de septiembre |
| Eliminatoria | Semifinales      | Por definir     | 13–14 de octubre   | 20–21 de octubre    |
| Eliminatoria | Final            | Por definir     | 28 de noviembre    | 28 de noviembre     |

## Participantes
| País              | Equipo                                                                  | Vía de clasificación |
| ----------------- | ----------------------------------------------------------------------- | --- |
| Conmebol 2 cupos  | Conmebol 1 Conmebol 2                                                   | Campeón de la Copa Libertadores 2025 Campeón de la Copa Sudamericana 2025 |
| Argentina 6 cupos | Argentina 1 Argentina 2 Argentina 3 Argentina 4 Argentina 5 Argentina 6 | Campeón del Torneo Apertura 2025 Campeón del Torneo Clausura 2025 Campeón de la Copa Argentina 2025 1.er ubicado en la tabla general de la temporada 2025 2.º ubicado en la tabla general de la temporada 2025 3.er ubicado en la tabla general de la temporada 2025                                                                       |
| Bolivia 4 cupos   | Bolivia 1 Bolivia 2 Bolivia 3 Bolivia 4                                 | Campeón de la Primera División de Bolivia 2025 Subcampeón de la Primera División de Bolivia 2025 Campeón de la Copa Bolivia 2025 3.er lugar de la Primera División de Bolivia 2025 |
| Brasil 7 cupos    | Brasil 1 Brasil 2 Brasil 3 Brasil 4 Brasil 5 Brasil 6 Brasil 7          | Campeón del Campeonato Brasileño Serie A 2025 Campeón de la Copa de Brasil 2025 Subcampeón del Campeonato Brasileño Serie A 2025 3.er puesto del Campeonato Brasileño Serie A 2025 4.º puesto del Campeonato Brasileño Serie A 2025 5.º puesto del Campeonato Brasileño Serie A 2025 6.º puesto del Campeonato Brasileño Serie A 2025      |
| Chile 4 cupos     | Chile 1 Chile 2 Chile 3 Chile 4                                         | Campeón de la Primera División de Chile 2025 Subcampeón de la Primera División de Chile 2025 3.er puesto de la Primera División de Chile 2025 Campeón de la Copa Chile 2025 |
| Colombia 4 cupos  | Colombia 1 Colombia 2 Colombia 3 Colombia 4                             | Campeón del Torneo Apertura 2025 Campeón del Torneo Finalización 2025 1.er ubicado de la tabla de reclasificación de la Categoría Primera A 2025 2.º ubicado de la tabla de reclasificación de la Categoría Primera A 2025 |
| Ecuador 4 cupos   | Ecuador 1 Ecuador 2 Ecuador 3 Ecuador 4                                 | Campeón de la Serie A de Ecuador 2025 1.er lugar de la Fase inicial de la Serie A de Ecuador 2025 1.er ubicado de la Fase final I de la Serie A de Ecuador 2025 Campeón de la Copa Ecuador 2025 |
| Paraguay 4 cupos  | Paraguay 1 Paraguay 2 Paraguay 3 Paraguay 4                             | Campeón del Torneo Apertura 2025 o del Torneo Clausura 2025 mejor ubicado en la tabla acumulada de la temporada Campeón del Torneo Apertura 2025 o del Torneo Clausura 2025 peor ubicado en la tabla acumulada de la temporada 1.er ubicado de la tabla acumulada de la Primera División de Paraguay 2025 Campeón de la Copa Paraguay 2025 |
| Perú 4 cupos      | Perú 1 Perú 2 Perú 3 Perú 4                                             | Campeón de la Liga1 de Perú 2025 Subcampeón de la Liga1 de Perú 2025 3.er puesto de la tabla acumulada de la Liga1 de Perú 2025 4.º puesto de la tabla acumulada de la Liga1 de Perú 2025 |
| Uruguay 4 cupos   | Uruguay 1 Uruguay 2 Uruguay 3 Uruguay 4                                 | Campeón del Campeonato Uruguayo de Primera División 2025 Subcampeón del Campeonato Uruguayo de Primera División 2025 1.er ubicado en la tabla anual no finalista del Campeonato Uruguayo de Primera División 2025 Campeón de la Copa AUF Uruguay 2025                                                                                      |
| Venezuela 4 cupos | Venezuela 1 Venezuela 2 Venezuela 3 Venezuela 4                         | Campeón de la Primera División de Venezuela 2025 1.er ubicado de la tabla acumulada de la Primera División de Venezuela 2025 Subcampeón de la Primera División de Venezuela 2025 2.º ubicado de la tabla acumulada de la Primera División de Venezuela 2025                                                                                |

### Equipos clasificados sin posición definida
- Platense: Campeón del Torneo Apertura 2025, está clasificado como Argentina 1, puede ser Argentina 2 si un equipo de su mismo país es campeón de la Copa Libertadores 2025 o la Copa Sudamericana 2025, o Argentina 3 si tanto los campeones de la Copa Libertadores 2025 y Copa Sudamericana 2025 son de su mismo país.
- Santa Fe: Campeón del Torneo Apertura 2025, está clasificado como Colombia 1, puede ser Colombia 2 si Once Caldas es campeón de la Copa Sudamericana 2025.
- Libertad: Campeón del Torneo Apertura 2025, puede clasificar como Paraguay 1 o Paraguay 2, puede ser Paraguay 3 si Cerro Porteño es campeón de la Copa Libertadores 2025, y otro equipo gana el Torneo Clausura 2025 y está mejor ubicado en la tabla acumulada de la temporada.
- Universidad Central: Campeón del Torneo Apertura 2025, puede clasificar como Venezuela 1, Venezuela 2 o Venezuela 3.

### Distribución geográfica de los equipos
Distribución geográfica de las sedes de los equipos participantes: